# Фотоальбом Windows
Фотоальбом Windows (англ. Windows Photo Gallery, ранее Фотоальбом Windows Live англ. Windows Live Photo Gallery) — программа для просмотра, редактирования и тегирования цифровых изображений и видео, разработанная корпорацией Microsoft. Первая версия программы была включена в Windows Vista. Начиная с Windows 7 Фотоальбом исключён из системы и был заменён на «Средство просмотра фотографий Windows»; Начиная с версии 2008 Фотоальбом поставляется в составе пакета «Основные компоненты Windows».
Программа предназначена для работы под Windows 7, Windows 8 и Windows 8.1. Для запуска программы под Windows 10 следует установить Microsoft SQL Server 2005 Compact Edition в режиме совместимости с Windows 7.

## Возможности
- Добавление ключевых слов и пятибалльная оценка файлов.
- Удаление ключевого слова сразу из всех файлов.
- Просмотр фотографий в режиме слайд-шоу с использованием различных переходных эффектов (эффекты доступны только для редакций Home Premium и Ultimate).
- Просмотр фото/видео, удовлетворяющих одному ключевому слову, оценке или дате съёмки.
- Базовые инструменты редактирования изображения: обрезка, поворот, удаление красных глаз, коррекция цвета, а также изменение яркости и контраста (последние два инструмента могут работать в автоматическом режиме). Редактирование видео не поддерживается.
- Печать изображений.
- Запись на диск.
- Отправка по электронной почте с возможностью уменьшения изображения.

Кроме того, стандартная заставка «фотографии» может использовать изображения из фотоальбома по определённым критериям, например, показывать фотографии, содержащие ключевое слово «водопад» и имеющие оценку «четыре» или выше.

## Замена
10 января 2017 года корпорация Microsoft объявила о завершении поддержки «Основных компонентов Windows 2012», пакет больше не доступен для загрузки с сайта Microsoft, в качестве замены Microsoft предлагает использовать встроенное в Windows 10 и Windows 11 UWP-приложение «Фотографии».